# Herb Dzierzgonia
Herb Dzierzgonia – jeden z symboli miasta Dzierzgoń i gminy Dzierzgoń w postaci herbu.

## Wygląd i symbolika
Herb przedstawia na złotej tarczy św. Katarzynę Aleksandryjską. W prawej ręce trzyma miecz koloru srebrnego, lewa ręka oparta na kole koloru brązowego. Głowa przechylona jest lekko w lewą stronę, na głowie korona koloru złotego. Na sobie ma niebieską tunikę, okrytą czerwonym płaszczem. Buty złote, kolor włosów biały, aureola wokół głowy wycina z tła koło w kolorze białym. Postać Świętej Katarzyny stoi na podstawie wycinka kuli koloru zielonego.

## Historia
Najstarszy wizerunek herbowy pochodzi z dokumentu z 1604 roku, który opatrzony był pieczęcia wytłoczoną tłokiem z XIII wieku, która przedstawiała Św. Katarzynę. Niemiecki heraldyk z XIX wieku, profesor Otto Hupp stworzył herb dla Dzierzgonia wzorując się na pieczęciach dawnych. 